# Xeronin

Von R.M. Heinicke vorgeschlagene Strukturformel von Xeronin

Xeronin (engl. Xeronine) ist ein hypothetisches Alkaloid, dessen Entdeckung von Ralph Heinicke postuliert wurde, als er Bromelain aus der Ananasfrucht untersuchte und das in hoher Konzentration vor allem im Saft der Nonifrucht vorkommen soll. Heinicke behauptete, es sei wirksam gegen eine Vielzahl von Krankheiten und legte damit den argumentativen Grundstein für das spätere Marketing von Produkten des Nonibaums (Morinda citrifolia).

## "Entdeckung"
Seine Entdeckung beschrieb Heinecke erstmals in einem 1981 von ihm final eingereichten und 1983 zugelassenen Patent, dem 1985 ein weiteres folgte. Ebenfalls 1985 beschrieb er seine Entdeckung im Mitteilungsblatt des hawaiianischen National Tropical Botanical Garden. Laut diesem werde Xeronin aus einem Vorgänger, dem Proxeronin, durch das Enzym Proxeronase im Darm verstoffwechselt. Es könne unter anderem gegen Alterserscheinungen, Depressionen, Atherosklerose, Drogenabhängigkeit und Altersschwäche helfen. 

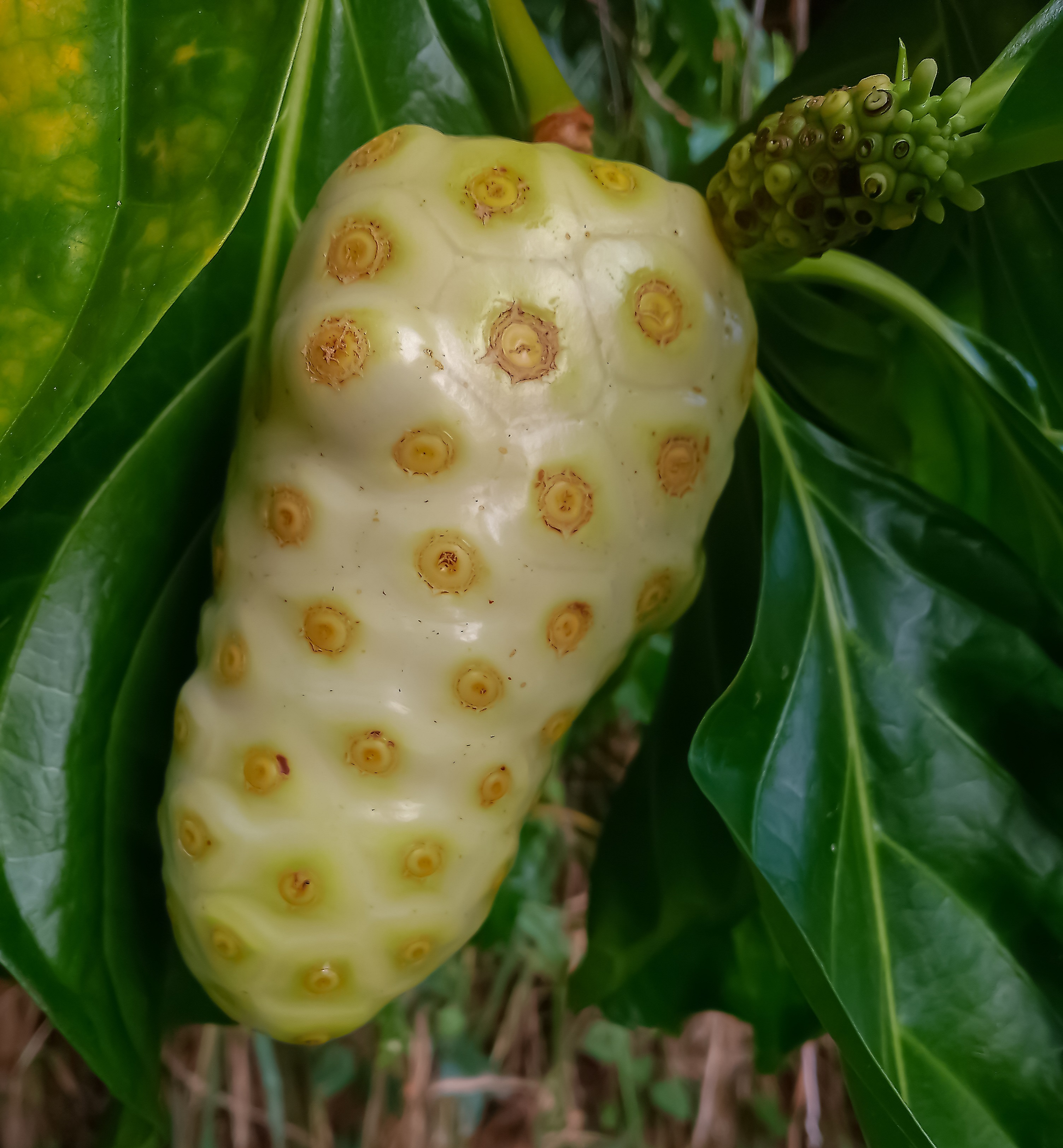
Frucht des Nonibaums

2001 veröffentlichte Heinecke als Resümee seiner Arbeit im Selbstverlag das Buch "The Xeronine-system". Darin beschreibt er u. a. ausführlich seine Forschung, die -bis 1956 zurückreichend- 1977 dann erstmals in der chemischen Gewinnung von Xeronin gemündet sei, stellt Hypothesen zur Chemie und Verstoffwechselung des Xeronin auf, schlägt eine mögliche Strukturformel vor und erweitert die möglichen medizinischen Einsatzgebiete deutlich, darunter auch Krebs, Diabetes, Bluthochdruck und Übergewicht. Eine dort angekündigte Folgeveröffentlichung einer CD, die alle seine Daten zur Verfügung stellen sollte, ist vermutlich nie erfolgt.

## Rezeption
Heinickes nichtwissenschaftliche Publikation von 1985, die dem hypothetischen Stoff und den ihn enthaltenden Säften der Nonifrucht unbegründet zahlreiche Heilwirkungen zuschreibt, wurde zum Ursprung wesentlicher Verkaufsargumente beim späteren Marketing von Noni-Produkten. Im Zuge der Verbreitung von Noniprodukten propagierten zahlreiche weitere scheinwissenschaftliche Veröffentlichungen, u. a. von Neil Solomon, Xeronin und die Nonifrucht.
Keine einzige wissenschaftliche Veröffentlichung jedoch bestätigt die Existenz von Xeronin, in der biochemischen und medizinischen Literatur ist es unbekannt. 2017 wurde Heinickes vorgeschlagene Strukturformel in silico simuliert. Der Studie zufolge könnte existierendes Xeronin vom Körper wahrscheinlich nicht verstoffwechselt werden, durch eine Umgestaltung konnte dann eine Strukturformel entworfen werden, die wesentliche chemische Eigenschaften des Xeronins erfüllte.